# Liste der Kulturgüter in Luzein
Die Liste der Kulturgüter in Luzein enthält alle Objekte in der Gemeinde Luzein im Kanton Graubünden, die gemäss der Haager Konvention zum Schutz von Kulturgut bei bewaffneten Konflikten, dem Bundesgesetz vom 20. Juni 2014 über den Schutz der Kulturgüter bei bewaffneten Konflikten sowie der Verordnung vom 29. Oktober 2014 über den Schutz der Kulturgüter bei bewaffneten Konflikten unter Schutz stehen.
Objekte der Kategorien A und B sind vollständig in der Liste enthalten, Objekte der Kategorie C fehlen zurzeit (Stand: 1. Januar 2023).

## Kulturgüter
| Foto |                                                                                               | Objekt                                                            | Kat. | Typ | Standort                                                          | Beschreibung                                       |
| ---- | --------------------------------------------------------------------------------------------- | ----------------------------------------------------------------- | ---- | --- | ----------------------------------------------------------------- | -------------------------------------------------- |
| ja   | Datei hochladen · Wikidata zu Sprecher-Haus (Q29521435)                                       | Sprecher-Haus KGS-Nr.: 03080                                      | A    | G   | Luzeinerstrasse 52 777147 / 199290                                | von Sprecherhaus am Landsgemeindeplatz („Bsatzig“) |
| BW   | Datei hochladen · Wikidata zu Haus mit Stallscheune (Q29521430)                               | Haus mit Stallscheune KGS-Nr.: 10405                              | A    | G   | St. Antönien Ascharina, Ascharinastrasse 15, 15.1 780504 / 203811 |                                                    |
| ja   | Datei hochladen · Wikidata zu Burg Castels (Q1011335)                                         | Castels, mittelalterliche Burgruine KGS-Nr.: 10489                | A    | F   | Putz 775640 / 199650                                              |                                                    |
| ja   | Datei hochladen · Wikidata zu Reformierte Kirche Luzein (Q2136946)                            | Reformierte Kirche KGS-Nr.: 03081                                 | B    | G   | Crestastrasse 4 777360 / 199090                                   |                                                    |
| ja   | Datei hochladen · Wikidata zu Reformierte Kirche St. Antönien (Q2137074)                      | Evangelische Kirche KGS-Nr.: 03301                                | B    | G   | St. Antönien, St. Antönierstrasse 28 780731 / 204775              |                                                    |
| ja   | Datei hochladen · Wikidata zu Grosshus (Q29784904)                                            | Grosshus KGS-Nr.: 12466                                           | B    | G   | Luzeinerstrasse 53 777057 / 199306                                | Grosshus, von Sprecherhaus                         |
| ja   | Datei hochladen · Wikidata zu Dörrhaus (Q29784902)                                            | Dörrhaus KGS-Nr.: 12467                                           | B    | G   | Luzeinerstrasse 58.1 777050 / 199330                              | Dörrhaus, von Sprecher-Stammhaus (Brigadierhaus)   |
| ja   | Datei hochladen · Wikidata zu Haus Nebel (Q29784905)                                          | Haus Nebel KGS-Nr.: 13013                                         | B    | G   | Putz, Unterputzweg 9 775329 / 199736                              | Haus Nebel von 1518                                |
| BW   | Datei hochladen · Wikidata zu Stadionhügel, Befestigung unbekannter Zeitstellung (Q109796192) | Stadionhügel, Befestigung unbekannter Zeitstellung KGS-Nr.: 17115 | B    | F   | 777415 / 199127                                                   |                                                    |